# Яструб неотропічний
Яструб неотропічний (Accipiter bicolor) — вид хижих птахів роду яструб (Accipiter) родини яструбові (Accipitridae).

## Поширення
Вид поширений у Центральній та Південній Америці від Мексики до Північної Аргентини та Чилі. Населяє ліси та узлісся.

## Опис
Один з найбільших яструбів Південної Америки. Завдовжки сягає 34-45 см, важить 200—450 г. Самиця більша за самця. Птах сірого забарвлення з темнішими крилами та головою та смугастим хвостом. Черево світло-сіре.

## Розмноження
Гніздо будує пара на деревах з гілок та листя. Щороку будується нове гніздо. Яйця відкладають через 5 тижнів після спаровування. У кладці 1-3 білих яйця. Висиджування триває три тижні. Через 30-36 днів пташенята вилітають з гнізда, проте самостійними стають лише через 7 тижнів.